# Oceano/Stralunata Roma
Oceano/Stralunata Roma è un singolo di Loretta Goggi, pubblicato nel 1982 come secondo estratto dell'album Pieno d'amore.
Oceano, brano scritto da Paolo Amerigo Cassella e Totò Savio, era la sigla finale di Gran varietà, programma condotto dalla soubrette su Retequattro, e viene presentato in diverse manifestazioni musicali, tra le quali Azzurro. È una canzone che parla di un amore molto intenso, con strofe brevi ed un ritornello composto da due parti, la prima molto veloce, la seconda più lenta ma assai espressiva.
Il lato B del disco contiene Stralunata Roma, scritto dalla stessa Loretta Goggi, un autoironico racconto di una donna che passeggia lungo le sponde del Tevere e riflette sulla sua vita sentimentale e che, sfiduciata da tutto e tutti, vede nella propria città, l'amica alla quale chiedere conforto e protezione.
Il 45 giri è stato distribuito anche in Germania e Austria.
Secondo le certificazioni ufficiali della FIMI il 45 giri vendette quattrocentomila copie.

## Tracce
Lato A
1. Oceano – 4:32 (Paolo Amerigo Cassella-Totò Savio)

Durata totale: 4:32
Lato B
1. Stralunata Roma – 3:54 (Loretta Goggi)

Durata totale: 3:54